# Noe Valley
Noe Valley est un quartier de la ville de San Francisco en Californie. Il est bordé par la 21e rue au nord, la 30e au sud, Dolores Street à l'est et Grand View Avenue à l'ouest. Noe Valley se trouve au sud du quartier du Castro, même si la limite n'est pas nettement établie. La partie qui se trouve au sud de Church Street est appelée « Pierre Valley ».

## Histoire
Le quartier porte le nom de José de Jesús Noé, le dernier alcalde (maire) mexicain de Yerba Buena (ancien nom de San Francisco). Noe Valley a été construit à la fin du XIXe et au début du XXe siècle, et son urbanisation s'est accélérée après le séisme de 1906. Les maisons sont construites en style victorien et édouardien en bois et en briques revêtues de stuc. D'abord destinées aux classes laborieuses, elles ont été aménagées en rangées et ont été plus ou moins décorées selon les moyens et les goûts de ses habitants.
Aujourd'hui, le quartier est essentiellement résidentiel avec deux artères commerçantes : Church Street et la 24e rue. La majorité des habitants sont blancs et diplômés de l'enseignement supérieur.

## Monuments et lieux intéressants
- St. Paul's Catholic Church : on l'aperçoit dans le film Sister Act.

## Transports
Le quartier est desservi par les lignes 24, 26, 35 et 48 de bus.

## Photographies

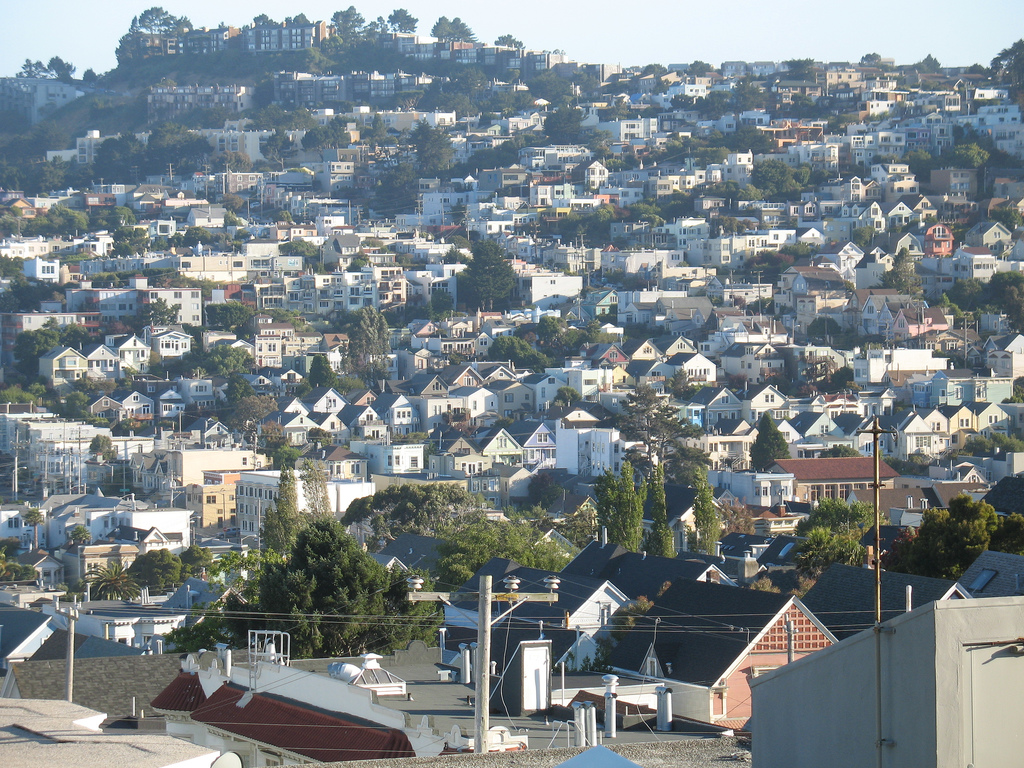
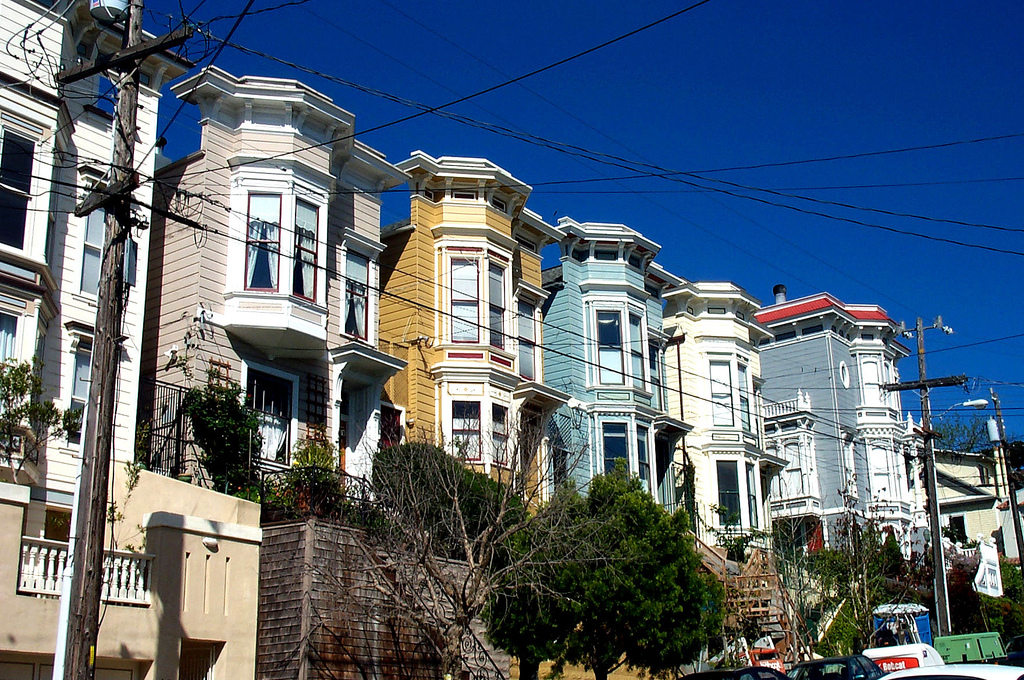
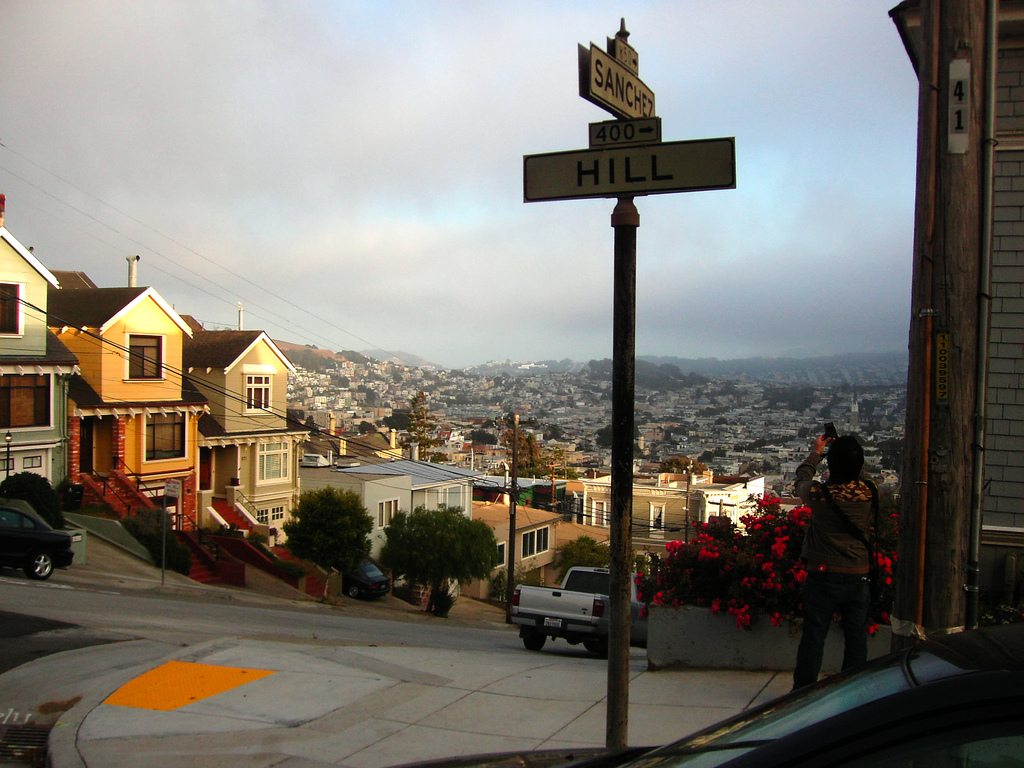